# 顧敻
顧敻，五代时期诗人，在前蜀時任茂州刺史。入後蜀，累遷至太尉。工詩詞，其詞真摯熱烈，婉麗動人，作风间似温庭筠，今存五十五首（见《花间集》及《唐五代词》）。

## 訴衷情
- 永夜拋人何處去？	　絕來音。
- 香閣掩，	　眉斂，
- 月將沈，	　爭忍不相尋？
- 怨孤衾。	　換我心，
- 為你心，	　始知相憶深。